# Zabok
Zabok – miasto w Chorwacji, w żupanii krapińsko-zagorskiej, siedziba miasta Zabok. W 2011 roku liczyło 2714 mieszkańców.

## Geografia
Zabok położony jest na obszarze Hrvatskiego zagorja, nad rzeką Krapinicą, 19 km od Krapiny.
Miejscowa gospodarka oparta jest na przemyśle spożywczym, metalowym i włókienniczym. Przez miasto przebiega autostrada A2 do Zagrzebia.

## Historia
Najstarsza wzmianka historyczna o Zaboku pochodzi z 1335 roku. Przez wieki należał do rodu Zabočkich (de Zabok).